# Ciprus az 1988. évi téli olimpiai játékokon
Ciprus a kanadai Calgaryban megrendezett 1988. évi téli olimpiai játékok egyik részt vevő nemzete volt. Az országot az olimpián 1 sportágban 3 sportoló képviselte, akik érmet nem szereztek.

## Alpesisí
Férfi
| Versenyző              | Versenyszám            | 1. futam      | 1. futam      | 2. futam | 2. futam | Összesítés    | Összesítés    |
| Versenyző              | Versenyszám            | Idő           | Hely.         | Idő      | Hely.    | Idő           | Helyezés      |
| ---------------------- | ---------------------- | ------------- | ------------- | -------- | -------- | ------------- | ------------- |
| Szokrátisz Arisztodímu | Műlesiklás             | 1:11,48       | 46.           | 1:04,62  | 35.      | 2:16,10       | 32.           |
| Szokrátisz Arisztodímu | Óriás-műlesiklás       | 1:20,54       | 64.           | 1:16,53  | 53.      | 2:37,07       | 54.           |
| Szokrátisz Arisztodímu | Szuperóriás-műlesiklás |               |               |          |          | 2:03,10       | 48.           |
| Aléxisz Fotiádisz      | Műlesiklás             | nem ért célba | nem ért célba | kiesett  | kiesett  | kiesett       | kiesett       |
| Aléxisz Fotiádisz      | Óriás-műlesiklás       | 1:23,17       | 68.           | 1:20,45  | 58.*     | 2:43,62       | 58.           |
| Aléxisz Fotiádisz      | Szuperóriás-műlesiklás |               |               |          |          | nem ért célba | nem ért célba |

Női
| Versenyző        | Versenyszám      | 1. futam | 1. futam | 2. futam | 2. futam | Összesítés | Összesítés |
| Versenyző        | Versenyszám      | Idő      | Hely.    | Idő      | Hely.    | Idő        | Helyezés   |
| ---------------- | ---------------- | -------- | -------- | -------- | -------- | ---------- | ---------- |
| Karolína Fotiádu | Műlesiklás       | 1:07,36  | 38.      | 1:07,56  | 26.      | 2:14,92    | 26.        |
| Karolína Fotiádu | Óriás-műlesiklás | 1:19,02  | 43.      | 1:25,56  | 27.      | 2:44,58    | 27.        |

* - egy másik versenyzővel azonos eredményt ért el